# مورنینگسید (مریلند)
مورنینگسید (به انگلیسی: Morningside) شهری در ایالت مریلند کشور ایالات متحده آمریکا است که جمعیت آن در سرشماری سال ۲۰۱۰ میلادی، ۲٬۰۱۵ نفر بوده‌است.